# バティック・エア・マレーシア

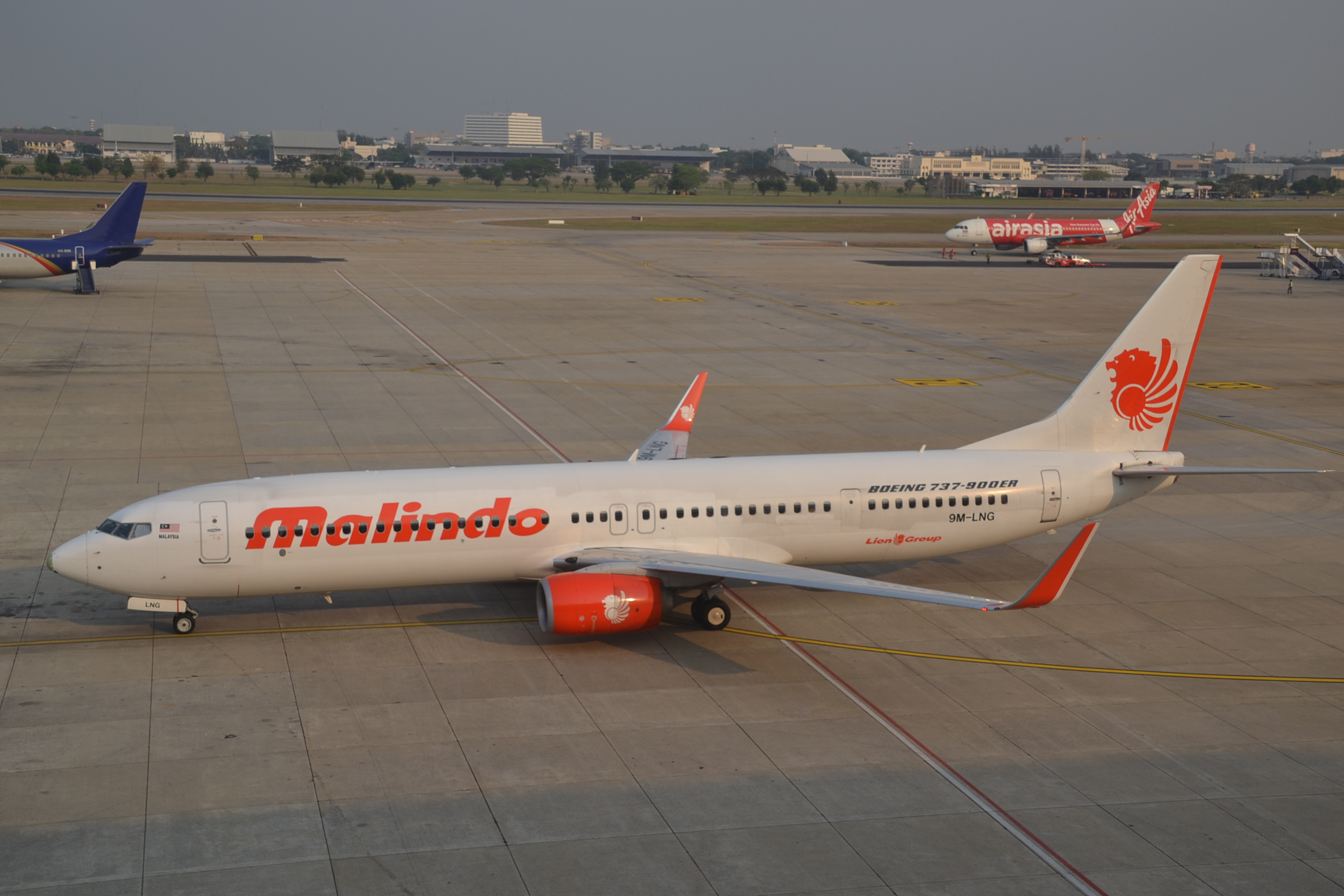
ボーイング737-900ER

バティック・エア・マレーシア (英: Batik Air Malaysia)は、マレーシアの航空会社である Malindo Airways Sdn Bhd による運航ブランドである。2022年4月までは、マリンド・エア (Malindo Air)の名称で運航していた。
インドネシアにも同名のバティック・エアがあり、共にライオン・エアグループ傘下である。

## 概要
- インドネシアの格安航空会社「ライオン・エア」と、マレーシアの航空・防衛企業 「ナショナル・エアロスペース・アンド・ディフェンス・インダストリーズ  (NADI)[2]」の2社が、共同で設立した。
- チャンドラン・ラマ・ムティー最高経営責任者 (CEO) は、路線を積極的に拡充し、5年（2018年）以内に地域トップクラスの航空会社となることを目指すとしている。
- 2019年9月6日以降の予約では、機内食は有償で販売されている[3]。

## 歴史
- 2012年9月11日、設立。
- 2013年3月22日、クアラルンプール-クチン線に就航し、運航を開始。
- 2013年8月28日、クアラルンプール-ダッカ線に就航。初の国際線となった[4]。
- 2022年4月28日、バティク・エア (Batik Air) に運航ブランドを変更[1]

## 就航都市
| 国               | 就航地 |
| ---------------- | --- |
| マレーシア       | クアラルンプール、クアラルンプール/スバン、ジョホールバル、アロースター、コタバル、コタキナバル、クチン、ランカウイ島、ペナン島、シブ、サンダカン、ビントゥル、ミリ、タワウ |
| インドネシア     | バリ島、ジャカルタ、バタム島、スラバヤ、ロンボク、メダン、バリクパパン(2025年9月12日より運航開始予定)                                                                       |
| シンガポール     | シンガポール |
| タイ             | バンコク/ドンムアン、プーケット、ハートヤイ、クラビ、ブリーラム |
| ベトナム         | ダナン、ハノイ |
| 中国             | 成都/天府、広州、海口、鄭州、張家界、昆明、長沙、厦門、桂林、貴陽、黄山、東勝、北京/大興                                                                                    |
| 台湾             | 台北/桃園、高雄 |
| 韓国             | ソウル/仁川 |
| 日本             | 東京/成田、名古屋/中部、那覇 |
| 香港             | 香港 |
| バングラデシュ   | ダッカ |
| インド           | アムリトサル、ベンガルール、コーチン、デリー、ムンバイ、ティルチラーパッリ                                                                                                  |
| モルディブ       | マレ |
| 東ティモール     | ディリ |
| ネパール         | カトマンズ |
| パキスタン       | ラホール、カラチ |
| ウズベキスタン   | タシュケント |
| アラブ首長国連邦 | ドバイ |
| サウジアラビア   | ジェッダ、マディーナ |
| オーストラリア   | ブリスベン、メルボルン、パース、シドニー |

2025年4月現在

## 日本との関係

### 日本への運航路線
| 便名      | 路線             | 路線              | 機材                                                        |
| --------- | ---------------- | ----------------- | ----------------------------------------------------------- |
| OD870/871 | クアラルンプール | 東京/成田         | - ボーイング737-800 - ボーイング737-8MAX - エアバスA330-300 |
| OD872/873 | クアラルンプール | 東京/成田         | - ボーイング737-800 - ボーイング737-8MAX - エアバスA330-300 |
| OD890/891 | クアラルンプール | 高雄経由中部      | ボーイング737-8MAX                                          |
| OD882/883 | クアラルンプール | 台北/桃園経由那覇 | ボーイング737-8MAX                                          |

### 日本との歴史
- 2019年3月23日から、クアラルンプール-台北/桃園-新千歳線を開設。
- 2019年8月1日から、台北/桃園経由の新千歳線を運休。
- 2022年12月15日、クアラルンプール-東京/成田線に新規就航[6]。
- 2023年1月20日、クアラルンプール-台北/桃園-大阪/関西線に就航。
- 2023年3月30日、クアラルンプール-台北/桃園-名古屋/中部線に就航[7]。
- 2023年8月16日、クアラルンプール-台北/桃園-那覇線に就航。
- 2024年2月7日、クアラルンプール-高雄-中部線を開設[8]。
- 2024年12月8日、クアラルンプール-台北/桃園-大阪/関西線を運休[9]。
- 2024年12月30日、2025年1月3日の2日限定で、広島-シンガポール線のチャーター便を運航[10]。
- 2025年2月18日、クアラルンプール-台北/桃園-中部線を運休[11]。

## 保有機材
| 航空機            | 運用中 | 発注中 | 客席 | 客席 | 客席 | 備考                                 |
| 航空機            | 運用中 | 発注中 | C    | Y    | 計   | 備考                                 |
| ----------------- | ------ | ------ | ---- | ---- | ---- | ------------------------------------ |
| エアバス A330-300 | 4      | —      | 12   | 365  | 377  | エアアジア Xで使われていた中古機あり |
| ボーイング737-8   | 17     |        | 12   | 150  | 162  |                                      |
| ボーイング737-8   | 17     | —      | 180  | 180  |      |                                      |
| ボーイング737-800 | 17     | —      | 12   | 150  | 162  |                                      |
| ATR 72-600        | 5      | —      | —    | 72   | 72   | スバン空港を拠点に運航               |
| 計                | 43     | —      |      |      |      |                                      |